# خودروهای موتور جلو-محور جلو
خودرو موتور جلو-محور جلو (FF) به آن دسته از خودروهایی گفته می‌شود که موتور خودرو و چرخ حرکت‌کننده آن در بخش جلویی خودرو قرار داشته باشند.

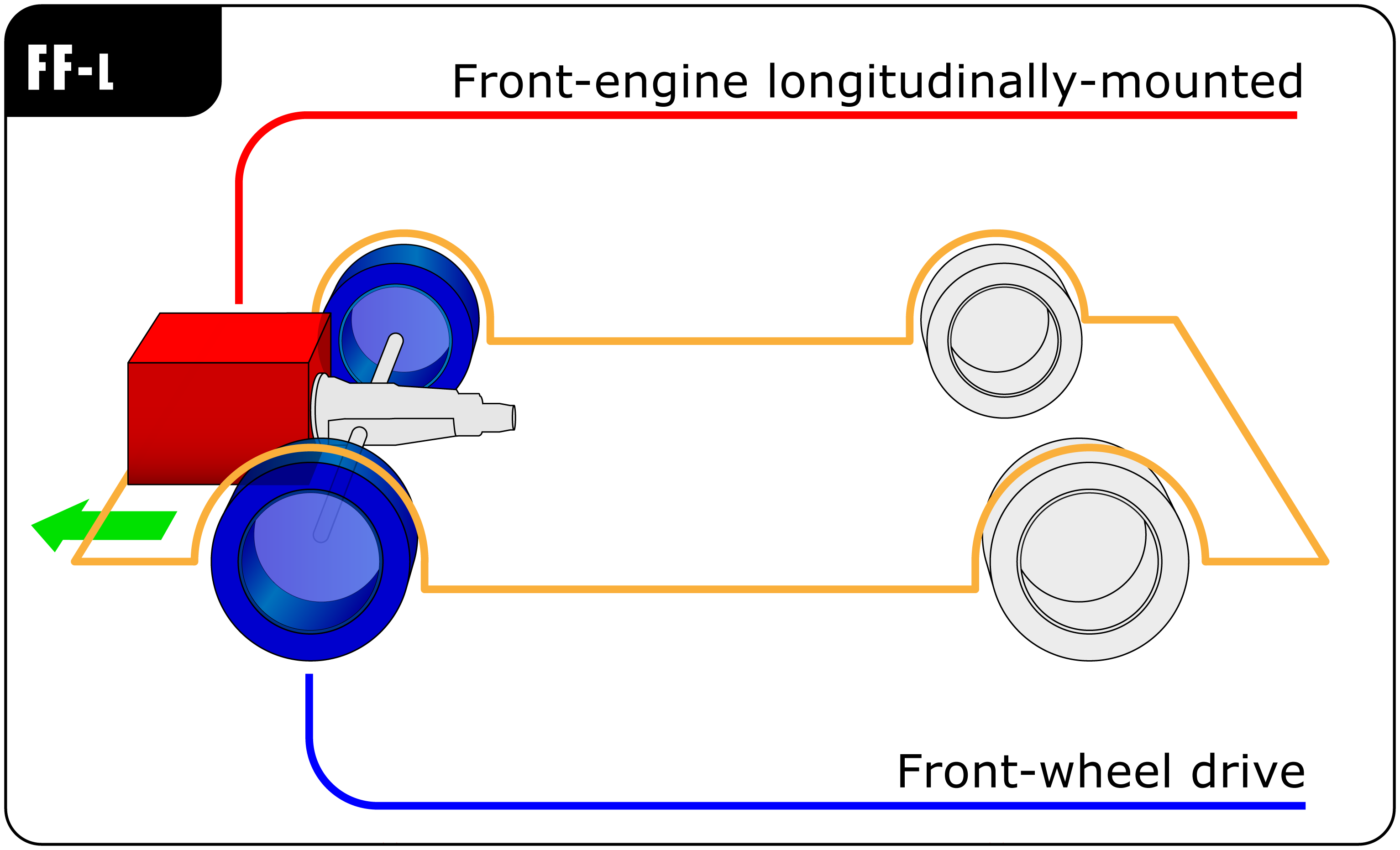
سازوکار خودروهای موتور جلو _ محور جلو

## نگارخانه

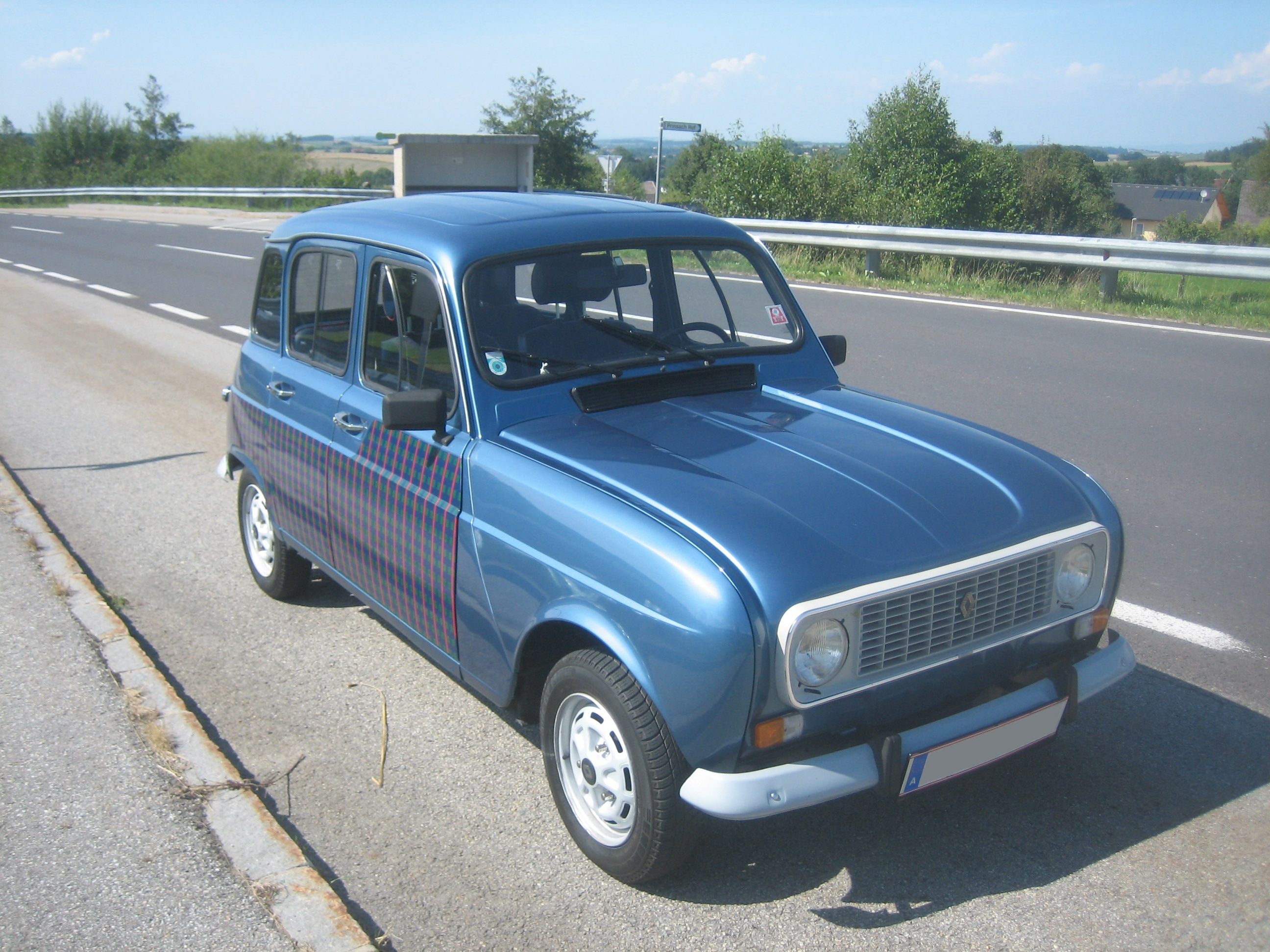
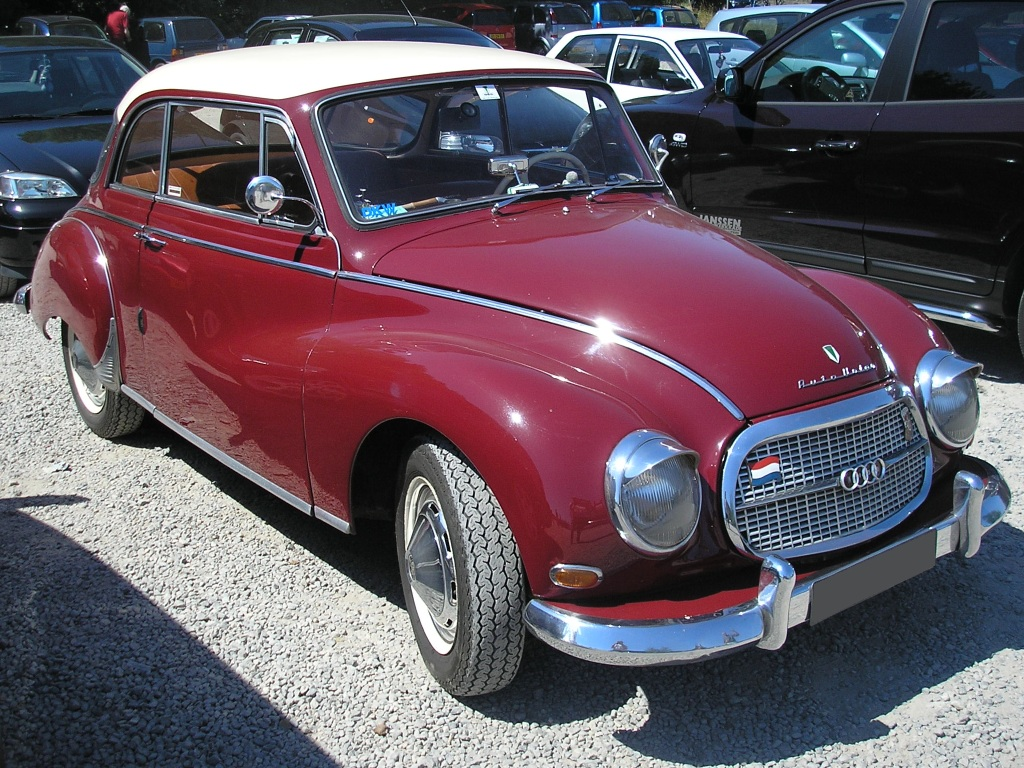
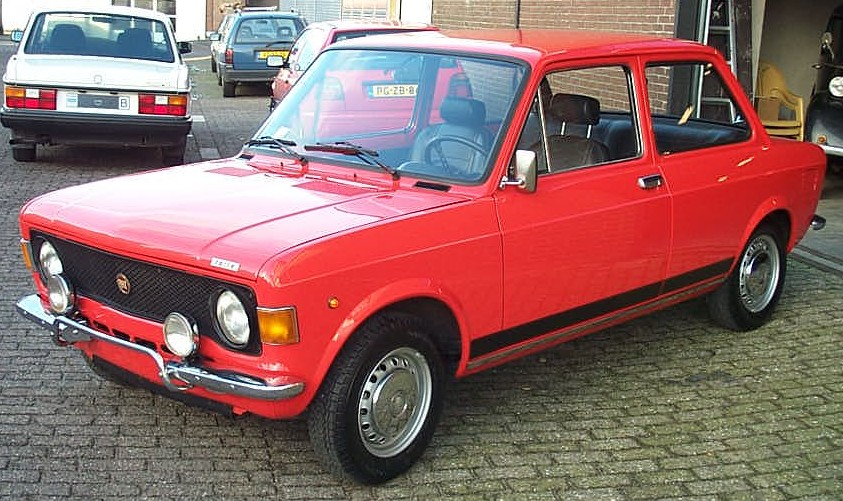